# Communauté de communes Le Cœur du Pithiverais
La communauté de communes Le Cœur du Pithiverais est une structure intercommunale française, située dans le département du Loiret en région Centre-Val de Loire. Créée le 1er décembre 2009, elle disparaît le 1er février 2017, par fusion avec les communautés de communes de Beauce et du Gâtinais et  du Plateau beauceron. Elle regroupait 3 communes et environ 13 000 habitants. Les communes concernées partagent un certain nombre de compétences. Son siège se trouvait à Pithiviers.

## Histoire
La communauté de communes Le Cœur du Pithiverais est créée le 1er décembre 2009. Ses statuts sont ensuite remaniés à plusieurs reprises : le 17 novembre 2010, le 9 mai 2011, le 28 décembre 2011, le 21 décembre 2012 et le 23 octobre 2013.
À la fin des années 2000, plusieurs rapports font état de la multiplicité des acteurs dans le domaine de la gestion publique, de la faible lisibilité de l'organisation territoriale, de la parcellisation des compétences entre les différentes groupements communaux et de la complexité des financements. La réforme des collectivités territoriales de 2010 tente d'apporter une réponse à cette problématique avec la loi no  2010-1563 du 16 décembre 2010 qui définit trois objectifs principaux en ce qui concerne l'intercommunalité : achever la carte intercommunale d'ici au 31 décembre 2013, rationaliser les périmètres existants et simplifier l'organisation intercommunale actuelle. L'article 35 de la loi vise en particulier à constituer des EPCI à fiscalité propre capables de porter des projets communs de développement, regroupant au moins 5 000 habitants. Dans ce cadre le schéma directeur de coopération intercommunale du Loiret approuvé le 26 décembre 2011 propose de fusionner la Communauté de communes du Plateau beauceron (< 5 000 habitants) avec les communautés de communes de Beauce et du Gâtinais et du Cœur du Pithiverais. Mais cette fusion n'aboutit pas.
Dans une tribune publiée le 2 juin 2014, le Président François Hollande annonce que les intercommunalités disposant de « moyens trop faibles pour porter des projets », devront regrouper au moins 15 000 habitants à partir du 1er janvier 2017, contre 5 000 auparavant. De fait le titre II (articles 33 à 38) de la Loi portant nouvelle organisation territoriale de la République, promulguée le 7 août 2015, est consacré au renforcement des intercommunalités. Il fixe un objectif de refonte du schéma départemental de coopération intercommunale (arrêté pour le Loiret le 26 décembre 2011) en tenant compte de ce seuil de 15 000 habitants. Ce seuil, sans pouvoir être inférieur à 5 000 habitants, peut être adapté :
- pour les EPCI ayant une densité de population inférieure à la moitié de la densité nationale au sein d’un département ayant une densité inférieure à la densité nationale (103,4 hab/km2).
- pour les EPCI dont la densité démographique est inférieure à 30 % de la densité nationale (103,4 hab/km2).

Le Schéma départemental de coopération intercommunale du Loiret est arrêté sur ces bases le 30 mars 2016 et prévoit à nouveau le regroupement de la communauté de communes de Beauce et du Gâtinais (11 387 habitants en 2013), de la communauté de communes Le Cœur du Pithiverais (13 340 habitants en 2013) et de la communauté de communes du Plateau Beauceron (4 300 habitants en 2013). Après consultation, 6 communes sur les 31 que constitue le regroupement émettent un avis défavorable (Audeville, Escrennes, Estouy, Morville-en-Beauce et Pithiviers, soit 10 655 habitants sur les 29 027 du groupement). Toutefois l'accord des communes sur la fusion proposée ayant été exprimé par la moitié au moins des conseils municipaux concernés, représentant la moitié au moins de la population totale du groupement, la fusion est prononcée par arrêté du 29 août 2016 avec effet au 1er janvier 2017, date à laquelle disparaît donc la communauté de communes Le Cœur du Pithiverais.

## Géographie
La communauté de communes est située à une quarantaine de kilomètres au nord d'Orléans et à quatre-vingt kilomètres au sud de Paris, entre les régions naturelles de la Beauce et du Gâtinais, dans la vallée de l'Essonne.

## Composition
La structure, d'une superficie de  58,83 km2 est composée des trois communes suivantes :
| Nom                 | Code Insee | Gentilé      | Superficie (km2) | Population (dernière pop. légale) | Densité (hab./km2) |
| ------------------- | ---------- | ------------ | ---------------- | --------------------------------- | ------------------ |
| Pithiviers (siège)  | 45252      | Pithivériens | 6,94             | 9 054 (2014)                      | 1 305              |
| Dadonville          | 45119      | Dadonvillois | 18,21            | 2 466 (2014)                      | 135                |
| Pithiviers-le-Vieil | 45253      | Pithivériens | 33,68            | 1 809 (2014)                      | 54                 |

## Organisation

### Conseil communautaire
Le conseil communautaire compte 28 sièges répartis en fonction du nombre d'habitants de chaque commune : Dadonville (7), Pithiviers (14), Pithiviers-le-Vieil (7).

### Présidents successifs
| Président | Président             | Parti | Dates     | Autres mandats               | Qualité    |
| --------- | --------------------- | ----- | --------- | ---------------------------- | ---------- |
|           | Marie-Thérèse Bonneau | PS    | 2009-2014 | Maire de Pithiviers          | Professeur |
|           | Michel Picard         | DVD   | 2014-     | Maire de Pithiviers-le-Vieil |            |

Mme Marie-Thérèse Bonneau est la première présidente de l'intercommunalité de 2009 à 2014. M. Michel Picard lui succède : il est élu par le conseil communautaire du 24 avril 2014. Il est assisté de sept vice-président, en application de l'article L5211-10 du CGCT qui spécifie que le nombre de vice-présidents est déterminé par l’organe délibérant, sans que ce nombre puisse être supérieur à 20 %, arrondi à l’entier supérieur, de l’effectif total de l’organe délibérant ni qu’il puisse excéder quinze vice-présidents, l’organe délibérant pouvant, à la majorité des deux tiers, fixer un nombre de vice-présidents supérieur à celui qui résulte de l’application des critères précédemment énoncés, sans pouvoir dépasser 30 % de son propre effectif et le nombre de quinze. Trois autres conseillers viennent les compléter pour constituer le bureau.

## Compétences
La Communauté a pour objet d’associer ses communes membres au sein d’un espace de solidarité, en vue de l’élaboration d’un projet commun de développement et d’aménagement de l’espace. La Communauté exerce de plein droit les compétences dévolues par le Conseil Municipal dans les huit domaines suivants, :

### Compétences obligatoires

#### Aménagement de l’espace communautaire
- Création, aménagement, entretien et gestion des zones d’aménagements concertées. Les zones d’aménagement concerté dont l’usage est économique à au moins 75 % et qui ont une superficie minimum de 1ha sont d’intérêt communautaire. Est par ailleurs reconnue d’intérêt communautaire la participation au SCOT et aux schémas de secteur du Pays Beauce Gâtinais.

#### Développement économique
- Création, aménagement et entretien de zones d’activités. d’intérêt communautaire. Sont reconnues d’intérêt communautaire les nouvelles zones inscrites sur les documents d’urbanisme actuels applicables sur le territoire ;
- Études et promotion de l’activité économique sur leterritoire communautaire ;
- Études en matière de développement commercial ;
- Soutien aux entreprises (aides économiques directes aux entreprises, à l’emploi).

### Compétences optionnelles

#### Protection et mise en valeur de l’environnement
- SPANC
- élimination et valorisation des déchets ménagers et assimilés.

#### Action Sociale d’intérêt communautaire
- personnes âgées : accompagnement
- enfance et jeunesse : mise ne place, coordination, amélioration, gestion et suivi des actions en faveur de l’enfance et de la jeunesse (à partir de 3 ans) au sein des structures existantes : accueil de loisirs sans hébergement, point information jeunesse, espaces jeunes ou toute autre structure à créer.
- Petite enfance d’intérêt communautaire : création et gestion d’une structure multi-accueil, création et gestion d’un relais assistantes maternelles. Les communes membres demeurent compétentes en matière de crèche familiale et de halte garderie jusqu'à l'entrée en activité de la crèche multi-accueil.

#### Voirie
La compétence concerne la création, l'aménagement et l'entretien de voirie d’intérêt communautaire :
- Les aménagements communautaires sur sol de voirie communautaire : Les aménagements liés à la circulation des véhicules automobiles et les aménagements de stationnement s'ils sont indissociables des aménagements de circulation (hors ouvrages d’art), les aménagements de séparation physique des voies de circulation (terre-plein ; îlot), les aménagements de sécurité, les aménagements spécifiques liés à la circulation des véhicules à 2 roues (bandes et pistes cyclables), les aménagements pour la circulation des piétons sur les itinéraires de randonnée, la signalisation de direction et de police liée aux aménagements précités, la signalisation horizontale liée à la circulation communautaire.

- Les aménagements communaux sur sol de voirie communautaire : Aménagements de trottoir y compris les bordures et l'aménagement de l'écoulement des eaux superficielles liés à l'aménagement de trottoirs, aménagements d'aires de stationnement non intégrées aux aménagements de circulation, éclairage de l'espace public, aménagement des réseaux communaux en régie ou concédés (eau potable, assainissement « eaux usées », gaz, câble télévisuel, réseau communal « courant faible »), aménagement d'espaces végétalisés travaillés, entretien des espaces non circulés ou non aménagés par les communes (fauchage) et entretien des ouvrages d’art, entretien lié à la saison hivernale.

#### Création, aménagement, entretien et la gestion des équipements sportifs d’intérêt communautaire
Sont reconnus d’intérêt communautaire le centre aquatique de Pithiviers et la piscine de Pithiviers-le-Vieil.

#### Politique du logement et du cadre de vie
Création gestion et entretien de l’aire d’accueil des gens du voyage de Pithiviers

### Compétences facultatives
- Acquisition, aménagement et gestion des terrains d’implantation de la piste de l'aérodrome de Pithiviers-le-Viel et de la base de loisirs de Bellebat. ».